# Nissan Micra
La Nissan Micra è una piccola utilitaria della casa automobilistica giapponese Nissan Motor Company prodotta in cinque distinte serie dal 1982 al luglio 2023. Originariamente era denominata Datsun Micra, poi nel 1986 fu ridenominata Nissan Micra a causa della chiusura del marchio Datsun. Sul mercato interno la vettura viene venduta come Nissan March. All'interno dei progetti di casa Nissan la Micra viene identificata dalla lettera K.

## Prima serie (K10/A, 1982-1992)
La prima serie venne lanciata sul mercato giapponese nel 1982, in Europa esordì nel 1983 mentre in Nord America venne importata solo dal 1984 dove venne adottata la denominazione europea.
La K10 (codice che identifica la prima serie di Micra) è stata progettata per essere la principale alternativa alla Honda City, vettura compatta molto apprezzata in Giappone, e per entrare in concorrenza con famose vetture europee quali la Fiat Uno e l'Austin Metro. Le vendite sul mercato italiano iniziarono solo nel 1990, con il motore 1.2, carrozzeria 3 e 5 porte e un unico allestimento (SLX).

La vettura era caratterizzata da linee piuttosto squadrate ispirate alla produzione automobilistica dell'epoca e subì alcuni aggiornamenti estetici una prima volta nel 1985 e una seconda nel 1989.

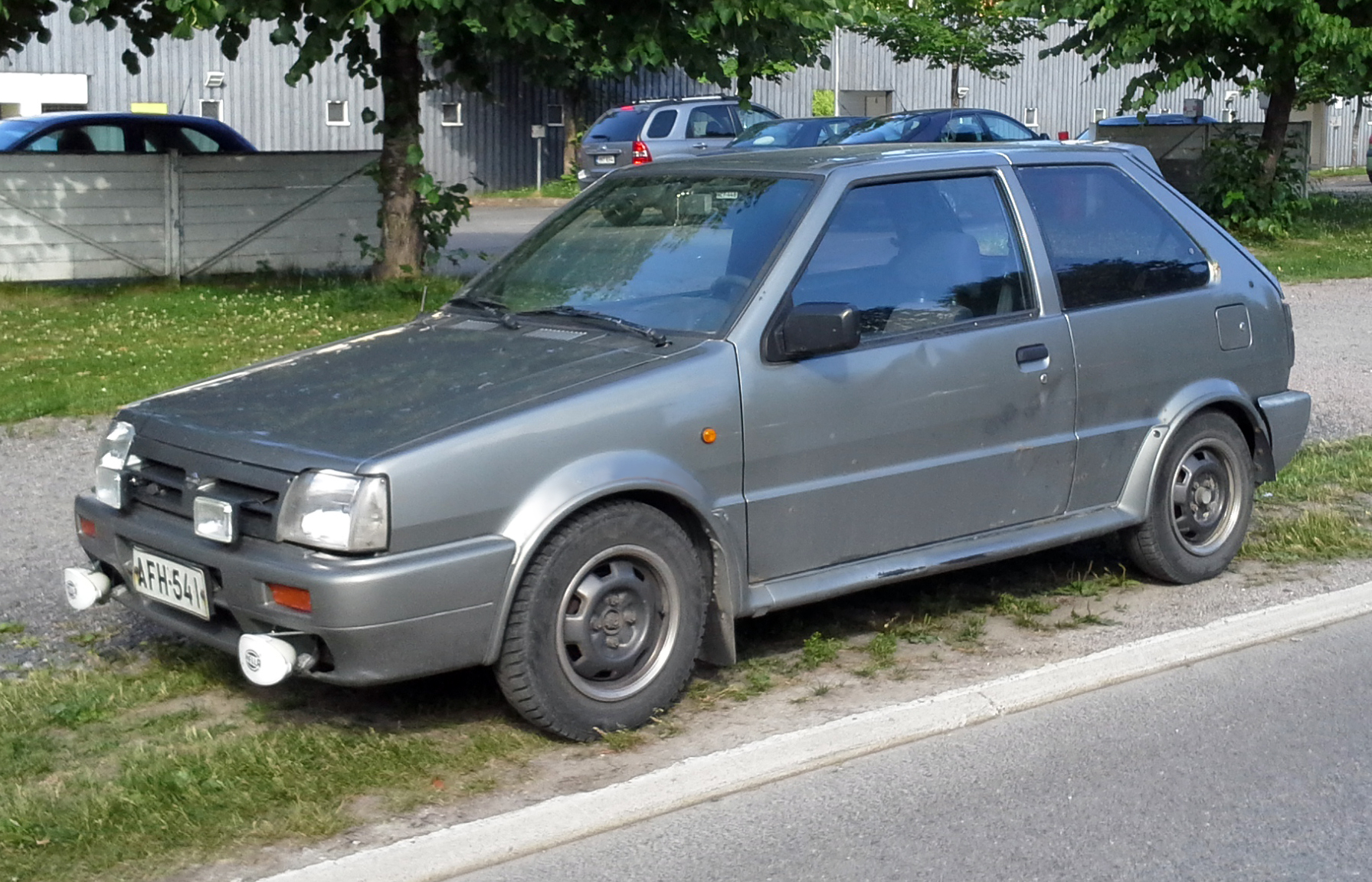
Micra Super Turbo

### Motorizzazioni
Il motore all'esordio era un piccolo 1.0 L che erogava una potenza massima di 52 CV a cui venne affiancato in seguito un più grande motore 1.2 capace di 60 CV. La Micra era disponibile anche in una versione sportiva equipaggiata con un motore 900 cm³ 8 valvole turbocompresso capace di ben 110 CV e di un'accelerazione 0-100 km/h in soli 7,7 secondi per una velocità massima di oltre 180 km/h. Di queste versioni ne vennero prodotte oltre 10 000 unità.

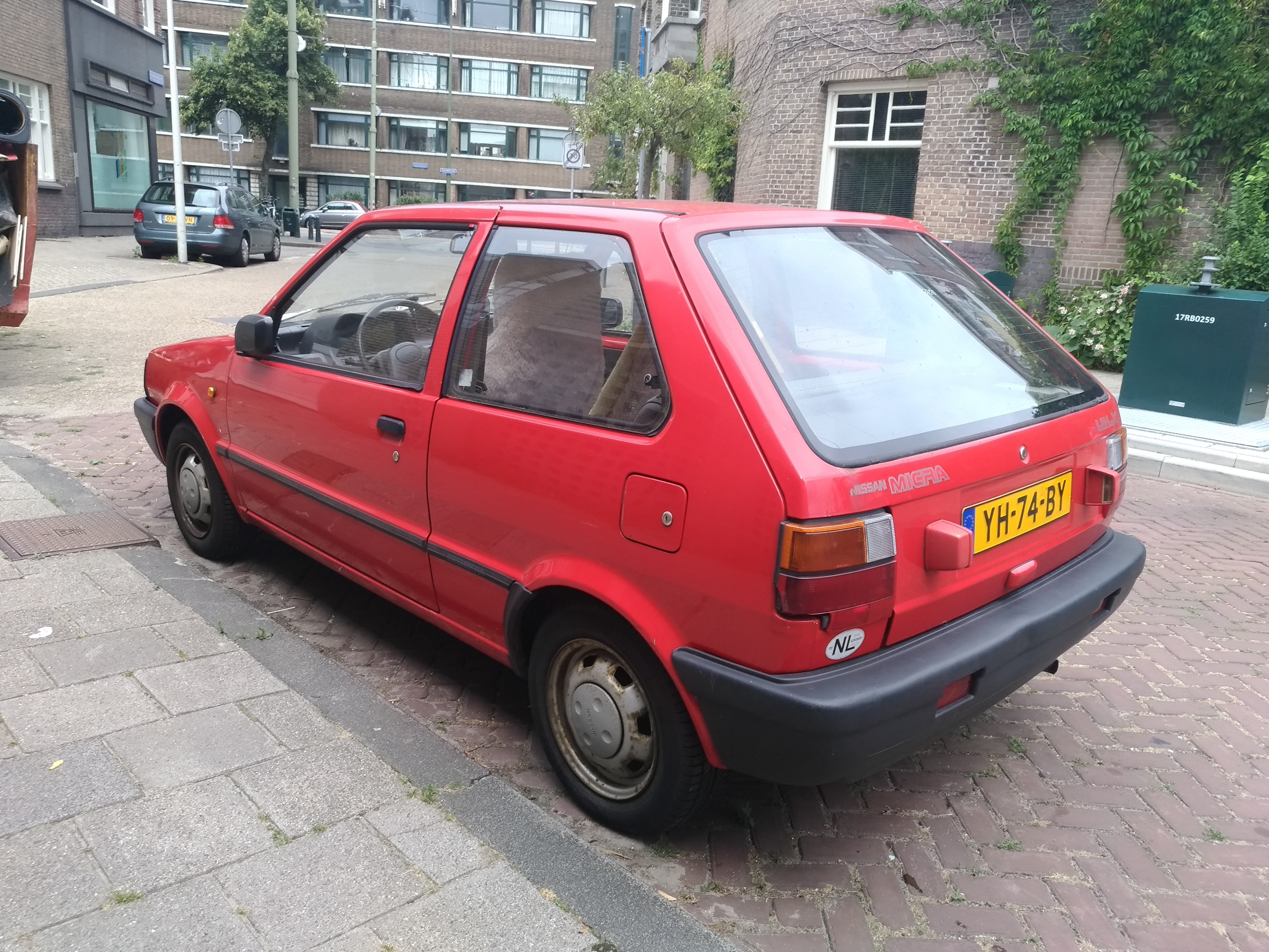
Micra vista posteriore

## Seconda serie (K11/B, 1992-2002)
La seconda serie, conosciuta anche come Micra K11, venne presentata alla fine del 1992 e fu uno dei primi modelli a essere costruito anche negli stabilimenti europei del Sunderland, in Regno Unito.
Leggermente più piccola e caratterizzata da linee morbide e arrotondate possiede un bagagliaio con un volume minimo di 206 litri fino a un massimo di 960 litri con il divano posteriore reclinato. Il serbatoio possiede una capacità di 42 litri.
Commercializzata in Europa nelle versioni 3 e 5 porte, con motorizzazioni benzina o Diesel, i motori benzina hanno la particolarità di essere tutti a 16 valvole, riuscendo a ottenere buone prestazioni anche con piccole cilindrate, e la trasmissione è controllata da un cambio manuale con rapporti abbastanza corti che aiutano a compensare la scarsa coppia, che si limita a 79 Nm (1000 cm³).
Uno dei motivi del grande successo di vendita del modello era la completa dotazione di optional e di dispositivi di sicurezza automobilistica, non sempre presenti su altri modelli di questa classe (ABS, cinture di sicurezza con pretensionatore, chiusura centralizzata, vetri elettrici, aria condizionata erano disponibili di serie o in optional); la Micra K11 fu una delle prime auto ad avere in dotazione le barre anti intrusione nelle portiere. Anche la notevole affidabilità e robustezza della vettura contribuì al suo grande successo.
Al momento dell'esordio in Italia fu disponibile con allestimenti LX, SLX e Super S.
L'allestimento LX era disponibile solo con motore CG10DE e rimase in commercio solo fino a dicembre 1993, gli allestimenti SLX e Super S sono stati in commercio dall'esordio fino a marzo 1998 prima del restyling.
Da fine 1993 venne aggiunto l'allestimento Jive disponibile solo con motore CG10DE usato anche dopo il restyling, inoltre da fine 1994 a inizio 1997 furono proposti gli allestimenti Super Jive e S anch'essi disponibili solo con motore CG10DE.
L'allestimento Super S con motore CG13DE 1.3 16V 75 CV aveva paraurti in tinta con la carrozzeria, l'anteriore ridisegnato che integrava i fanali fendinebbia, il posteriore senza modanatura in plastica grezza, paracolpi laterali in tinta, spoiler intorno al vetro posteriore e cerchi a cinque razze sempre da 13 pollici. All'interno era riconoscibile dal volante a tre razze privo di airbag, dai sedili leggermente più avvolgenti, dai pannelli porta con trama diversa e dal quadrante che aveva anche il contagiri.
Nel 1993 è stata la prima autovettura del Paese del Sol Levante a essere premiata come Auto dell'anno, e vince anche il premio "World car 1993".
Nel 1994 venne presentata al salone di Torino la prima versione cabriolet che venne messa in produzione tre anni dopo, nel 1997 per il solo mercato giapponese.
La Micra K11 subì un leggero facelift nel 1997 in cui cambiò il disegno delle prese d'aria nella mascherina frontale, guadagnò l'airbag al volante che ora diventa a quattro razze su tutte le versioni e il terzo stop montato nella parte bassa del vetro posteriore. Nella Super S i cerchi diventano a quattro razze.
Dopo il restyling del 1998, denominato internamente come K11C, venne modificato il frontale con il cofano che comprendeva le prese d'aria, vennero ridisegnati paraurti anteriore e posteriore, fascioni paracolpi, fanali anteriori e posteriori, cruscotto interno, il logo posteriore venne spostato sulla plastica delle luci targa, l'antenna viene spostata in posizione arretrata ma centrale sul tetto (prima era sopra lo sportello di guida) e le scritte posteriori identificative del modello passarono da adesive a tridimensionali.
I nuovi allestimenti proposti furono: Comfort, Jive, Junior, Luxury, Matic, Matic Plus, SE, SE Magic, Sport e SRi. Quest'ultimo sostituisce il Super S ed è sempre riconoscibile per gli accorgimenti alla carrozzeria, cerchi a 5 razze e il logo SRi posteriore rosso.
Prima di uscire di scena, nel 2001 furono presentate le serie speciali Glamour e Glamour Plus, con cerchi in lega a cinque razze, colori speciali per esterni e interni che potevano essere ripresi anche sul cruscotto, sui sedili, sui pannelli porta e sul volante anch'esso ridisegnato, ma sempre a quattro razze.
Sul mercato interno giapponese, ma non importata in Europa, era disponibile anche la versione station wagon, denominata Micra Box, sul mercato taiwanese invece era presente la berlina tre volumi quattro porte.

### Motorizzazioni e trasmissioni
La Micra K11 è stata caratterizzata dalla presenza di nuovi propulsori benzina CG10DE per il 1.0 e CG13DE per il 1.3 a iniezione elettronica dotati di una distribuzione a 4 valvole per cilindro per un totale di 16 valvole.

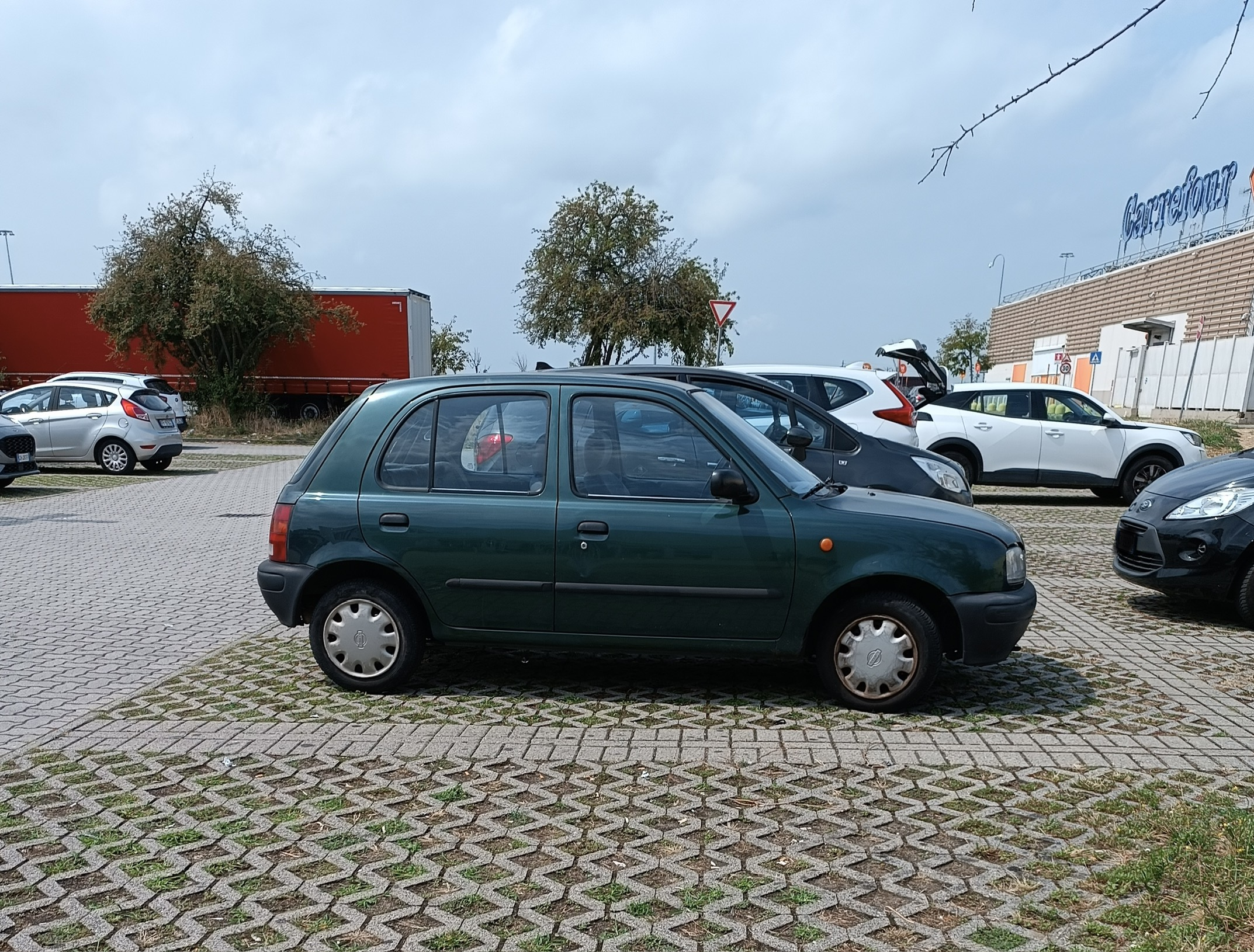
Micra 1997 (Restyling)

Da settembre del 2000 i motori a benzina vennero aggiornati: il 1.0 rimane sempre il CG10DE ma passa da 54 CV a 60 CV, il 1.3 venne sostituito dal CGA3DE 1.3 16V 82 CV che però in Europa è stato considerato come un 1.4 nonostante la cilindrata di 1 348 cc.
Il motore 1.5 57 CV Diesel (PSA TU) venne proposto solo da fine 1998 ed è stato adottato per il solo mercato europeo grazie a una joint-venture con il gruppo francese PSA Peugeot Citroën.
Il cambio, di base, era manuale a 5 rapporti per tutte le versioni; per i soli motori a benzina era disponibile come optional il cambio automatico N-CVT a variazione continua.

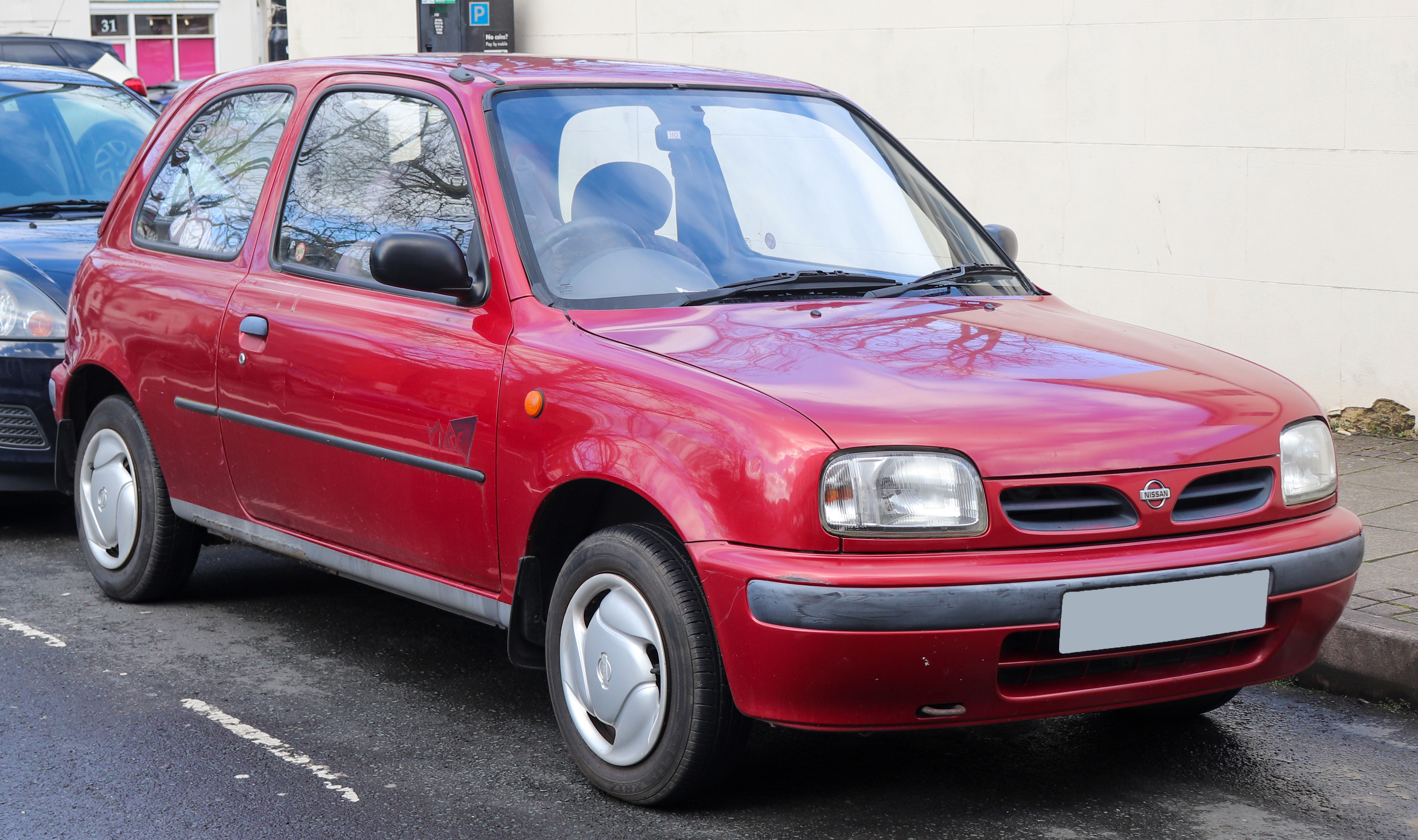
Micra (facelift) 1997

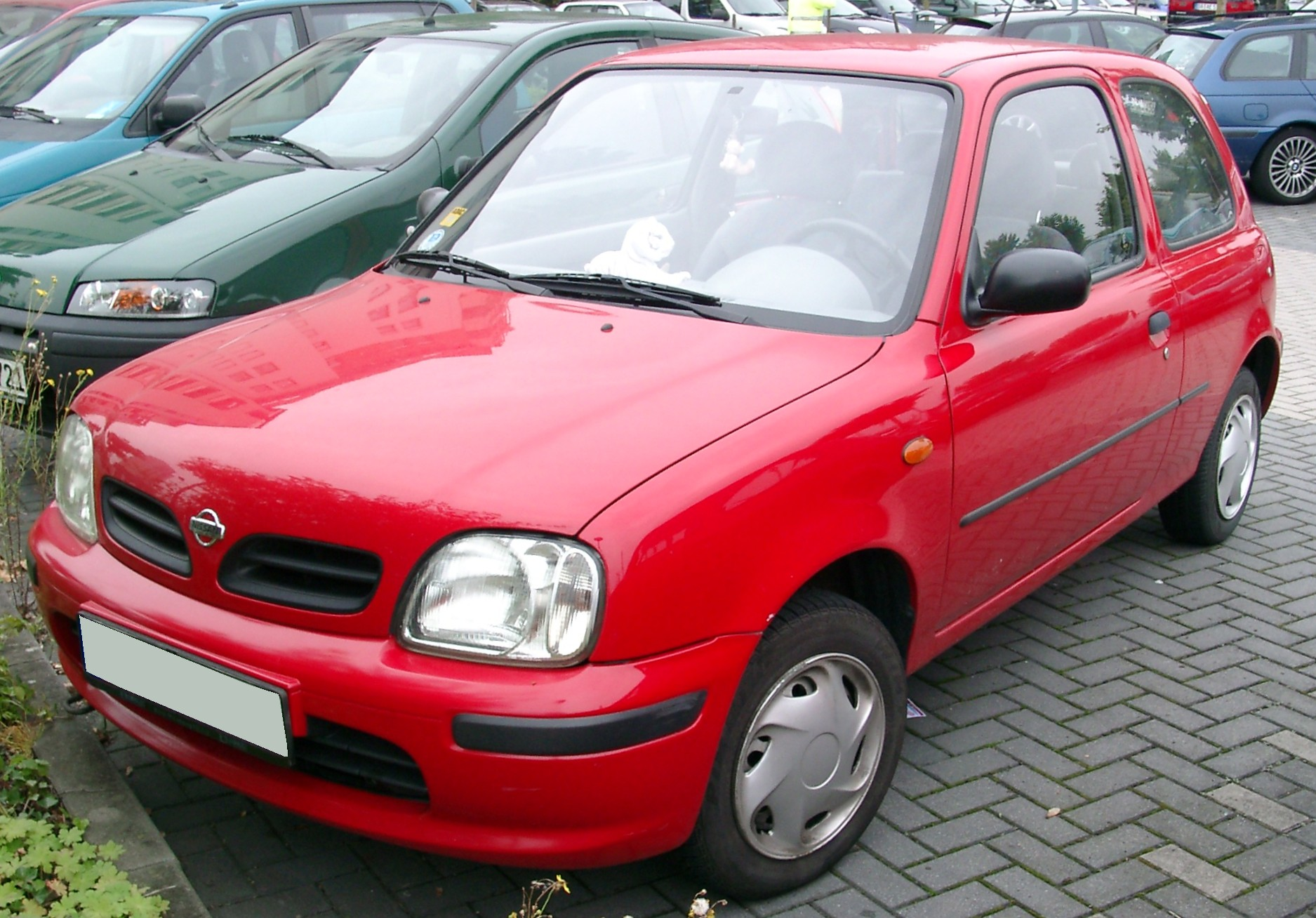
Micra restyling (K11C)

| Nissan Micra seconda serie |                                     |                  |               |                      |                     |                      |
| Modello                    | Motore                              | Cilindrata (cm³) | Potenza       | 0–100 km/h (secondi) | Velocità max (km/h) | Consumo medio (km/l) |
| 1.0 16V                    | CG10DE 4 cilindri in linea, benzina | 997              | 40 kW (54 CV) | 16,4                 | 150                 | 16,0                 |
| 1.0 16V N-CVT              | CG10DE 4 cilindri in linea, benzina | 997              | 40 kW (54 CV) | 19,0                 | 150                 | 12,5                 |
| 1.3 16V                    | CG13DE 4 cilindri in linea, benzina | 1275             | 55 kW (75 CV) | 12,0                 | 170                 | 15,2                 |
| 1.3 16V N-CVT              | CG13DE 4 cilindri in linea, benzina | 1275             | 55 kW (75 CV) | 14,0                 | 170                 | 15,0                 |
| 1.0 16V (dal 2000)         | CG10DE 4 cilindri in linea, benzina | 998              | 44 kW (60 CV) | 16,4                 | 150                 | 16,0                 |
| 1.4 16V (dal 2000)         | CGA3DE 4 cilindri in linea, benzina | 1348             | 60 kW (82 CV) | 11,9                 | 170                 | 16,4                 |
| 1.4 16V N-CVT (dal 2000)   | CGA3DE 4 cilindri in linea, benzina | 1348             | 60 kW (82 CV) | 12,5                 | 164                 | 15,6                 |
| 1.5d 8V (dal 1998)         | 4 cilindri in linea, Diesel         | 1527             | 42 kW (57 CV) | 19,0                 | 150                 | 20,0                 |

### Attività sportiva
Tra il 1997 e il 1999 venne prodotta la versione kit car della Micra per poter partecipare alle competizioni rally; dotata degli specifici organi di sicurezza previsti dal FIA, era equipaggiata sempre col CG13DE 1.3 portato a 155 CV di potenza e una coppia di 142 Nm, sei marce e trazione anteriore.
Partecipò solo a tre campionati del mondo rally col team Nissan Motorsport Europe, il primo al Neste Rally Finland nel 1997 col numero 29, equipaggio (Higgins - Mills) dove ebbe un incidente. Sempre lo stesso anno corse il Network Q RAC Rally col numero 113, equipaggio (Jones - Welson) ma ebbe un problema al motore. Nel 1999 torna a correre al Network Q Rally of Great Britain con numero 179, equipaggio (Miller - Poss) e riesce a vincere la categoria A5. Corse anche altri rally sia nell'ERC che nel campionato inglese.

## Terza serie (K12/C, 2002-2010)

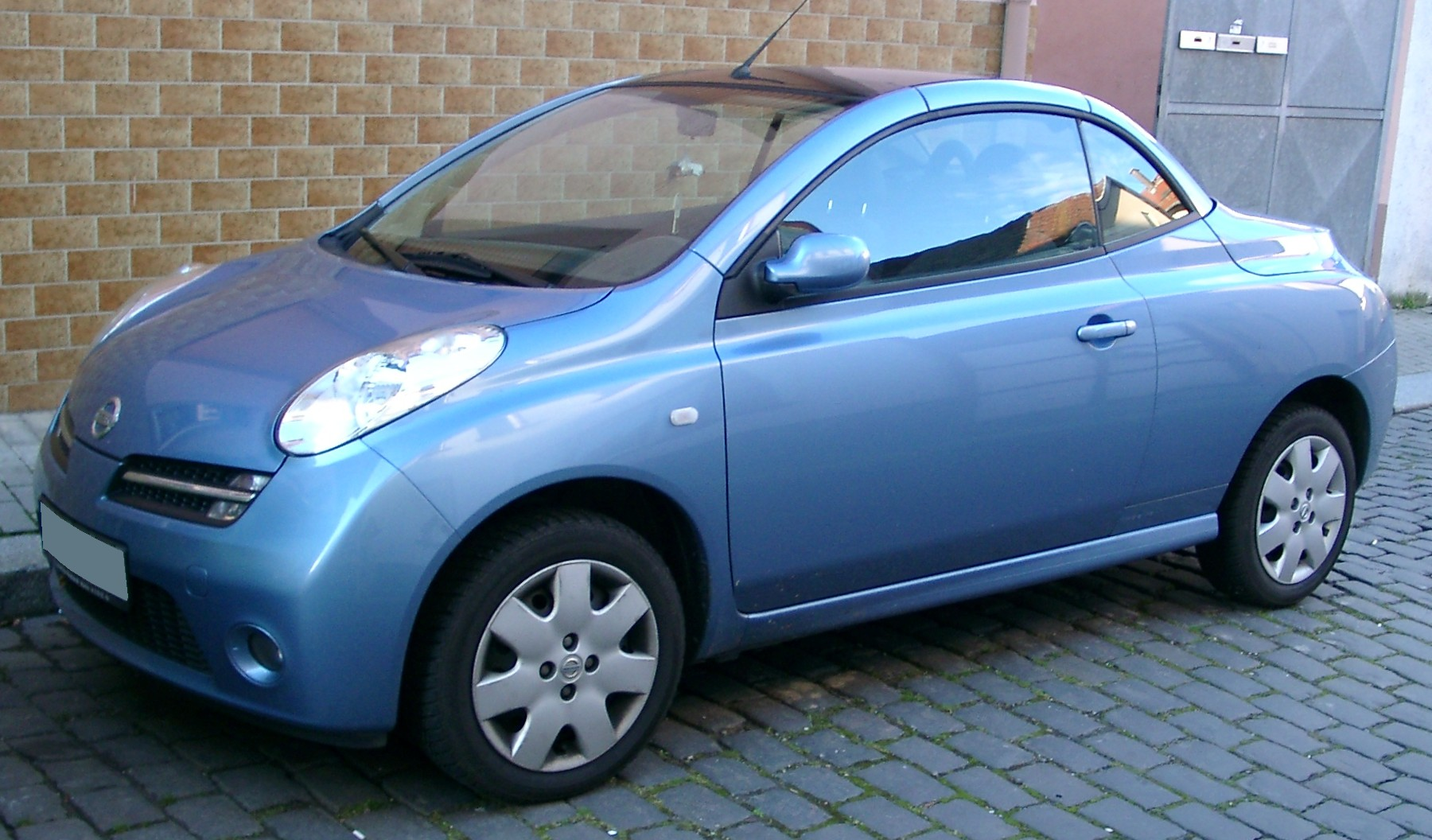
Una Nissan Micra C+C

Anticipata dalla concept car Nissan mm esposta al Salone di Francoforte nel 2001 la terza serie, Micra K12, vide il suo debutto nel 2002 ma venne importata in Europa solo nel 2003 con l'aggiunta in catalogo della versione C+C (Coupé-Cabrio) nel 2005. La terza serie dell'utilitaria giapponese è caratterizzata, come la precedente, da linee particolarmente curve. Commercializzate sia con carrozzeria a 3 che 5 porte, le versioni berlina 4 porte e station wagon non sono state riproposte a causa delle scarse richieste ottenute in passato. Un interessante optional presente su questo modello è l'"Intelligent key", che dà la possibilità di aprire e accendere l'auto anche tenendo le chiavi nella propria tasca.
Costruita su di un'inedita piattaforma di base sviluppata insieme alla Renault, dalla Micra deriveranno anche le sorelle Nissan Cube seconda e terza serie e Note e le francesi Renault Clio III e Modus. In Italia ha ottenuto un grande successo, soprattutto nella versione 1.5 dCI da 82 e 86 CV (motore di origine Renault), che abbina bassi consumi a una potenza di tutto rispetto che permette una guida anche sportiva, grazie all'adozione di turbo con intercooler.

### Restyling

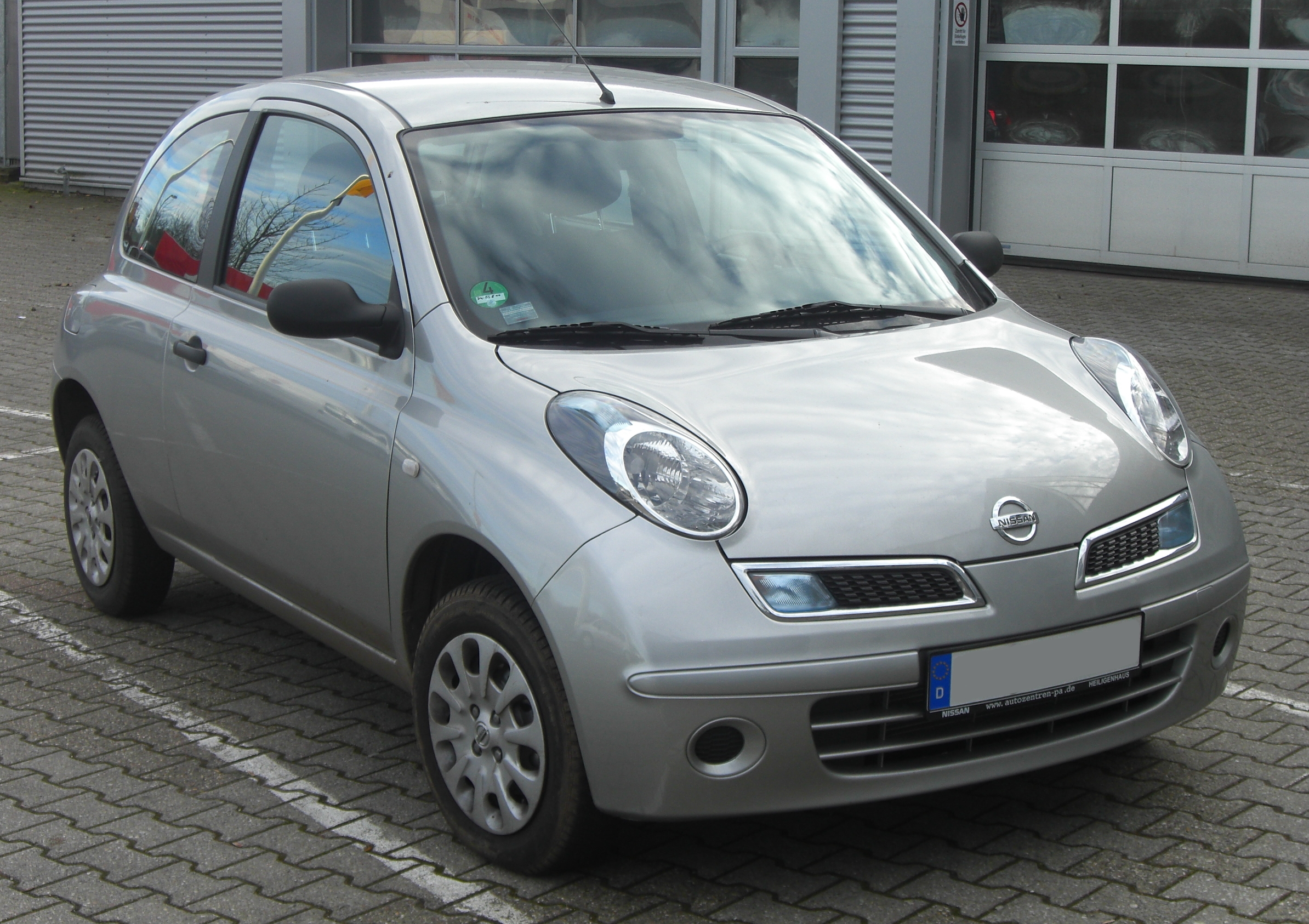
Restyling 2007

Nell'ottobre 2007 ha subito dei lievi facelift concentrati nel paraurti anteriori, nella mascherina e nei poggiatesta anteriori. Da novembre 2008 è disponibile la Micra EcoRDS alimentata a benzina e GPL ed allestita sulla base della motorizzazione 1.2 da 80 CV (79 nel funzionamento a GPL).

### Versioni speciali

#### Micra R
Basandosi sulla Micra di terza generazione, la Nissan ne ha prodotto una versione speciale ad alte prestazioni denominata R. Progettata da Christopher Reitz e costruita da Brian Carolin in collaborazione con la Ray Mallock Limited, la vettura venne presentata al salone automobilistico di Ginevra. Il propulsore centrale da 265 CV era derivato da quello impiegato sulla Primera in versione BTCC ed era in grado di far accelerare da 0 a 100 km/h l'auto in 5 secondi, con velocità massima di 241 km/h. Per adattarsi alla nuova posizione del propulsore, furono aggiunti nuovi elementi aerodinamici e nuove prese dell'aria sulla carrozzeria. Il cambio che gestiva l'unità propulsiva era un Hewland a sei velocità sequenziale. I cerchioni della Image Wheels erano avvolti in pneumatici Toyo Proxes T1-S. L'impianto frenante era fornito dalla Brembo, mentre le sospensioni erano derivate dalla Nissan Almera.

### Motorizzazioni
| Nissan Micra terza serie |                                  |                  |                |                      |                     |                      |
| Modello                  | Motore                           | Cilindrata (cm³) | Potenza        | 0–100 km/h (secondi) | Velocità max (km/h) | Consumo medio (km/l) |
| 1.0 16V 65               | 4 cilindri in linea, benzina     | 998              | 48 kW (65 CV)  | 15,7                 | 154                 | 17,2                 |
| 1.2 16V 65               | 4 cilindri in linea, benzina     | 1240             | 48 kW (65 CV)  | 16,3                 | 154                 | 16,9                 |
| 1.2 16V 80               | 4 cilindri in linea, benzina     | 1240             | 59 kW (80 CV)  | 13,9                 | 167                 | 16,9                 |
| 1.2 EcoRDS 16V           | 4 cilindri in linea, benzina-GPL | 1240             | 58 kW (79 CV)  | 13,9                 | 167                 | 16,9                 |
| 1.4 16V 90               | 4 cilindri in linea, benzina     | 1386             | 65 kW (88 CV)  | 11,9                 | 172                 | 15,9                 |
| 1.6 16V 110              | 4 cilindri in linea, benzina     | 1598             | 81 kW (110 CV) | 9,8                  | 183                 | 15,2                 |
| 1.5 dCI 65               | 4 cilindri in linea, Diesel      | 1461             | 48 kW (65 CV)  | 17,0                 | 155                 | 21,7                 |
| 1.5 dCI 68               | 4 cilindri in linea, Diesel      | 1461             | 50 kW (68 CV)  | 16,5                 | 155                 | 22,0                 |
| 1.5 dCI 82               | 4 cilindri in linea, Diesel      | 1461             | 60 kW (82 CV)  | 12,9                 | 170                 | 22,2                 |
| 1.5 dCI 86               | 4 cilindri in linea, Diesel      | 1461             | 63 kW (86 CV)  | 11,9                 | 171                 | 21,3                 |

## Quarta serie (K13/D, 2010-2017)
La quarta generazione di Nissan Micra è stata presentata al Salone di Ginevra nel 2010.
In Europa le vendite sono iniziate a novembre 2010.
La nuova versione mantiene le dimensioni compatte da citycar anche se rispetto alla generazione precedente risulta leggermente aumentata in lunghezza, in larghezza e in altezza; il raggio di sterzata è di 4,65 metri. Viene inizialmente venduta solamente nella configurazione a 5 porte.
Al debutto è stata resa disponibile sul mercato europeo solamente con una motorizzazione a benzina da 1198 cm³ aspirata a 3 cilindri in linea che eroga una potenza di 80 CV. Il nuovo motore studiato appositamente per questo modello è un Pure drive ecologico ed economico, compatto e leggero. Dispone di un cambio manuale a 5 marce o di un automatico CVT e consuma 5 litri di carburante ogni 100 km producendo i livelli di CO2 di 115 grammi. La velocità massima è di 170 km/h e 13.5 s è il tempo impiegato per raggiungere da fermo i 100 km/h.
Nel 2011 viene introdotto il motore da 1.2 a 3 cilindri DIG-S sovralimentato da 98 cavalli, arricchito da un compressore volumetrico che entra in funzione solo a fronte di una richiesta di maggiore potenza, riuscendo a contenere le emissioni di CO2 al di sotto dei 100 grammi per chilometro e i consumi a 4,1 litri/100 km grazie anche all'aiuto del sistema start & stop non presente nel modello precedente. Le prestazioni salgono a 180 km/h di velocità massima e a un'accelerazione di 11.3 s nello 0–100 km/h.
Per quanto riguarda la sicurezza automobilistica è dotata di serie su tutti i modelli di ABS, 6 airbag, poggiatesta attivi anteriori e posteriori, ESP, TCS (sistema di controllo della trazione, controlla la pressione dei freni su ogni singola ruota e riduce la coppia del motore per massimizzare la trazione) e cruise control/limitatore della velocità nelle versioni Acenta e Tekna. Ha ottenuto 4 stelle nei crash test Euro NCAP.
Nel luglio 2013, della quarta serie della Micra è stata realizzata la versione ad alte prestazioni curata dalla Nismo in vendita solo sul mercato nipponico. Sono state aggiunte numerose appendici aerodinamiche sportive (come un nuovo body-kit e un nuovo spoiler posteriore), dei nuovi cerchi in lega e vari fregi di colore rosso per enfatizzare il carattere sportivo della vettura. Anche gli interni sono stati modificati per fare da contrappeso agli esterni. Meccanicamente può essere dotata di propulsori 1.2 con cambio CVT e 1.4 da 144 CV con cambio manuale a 5 marce.

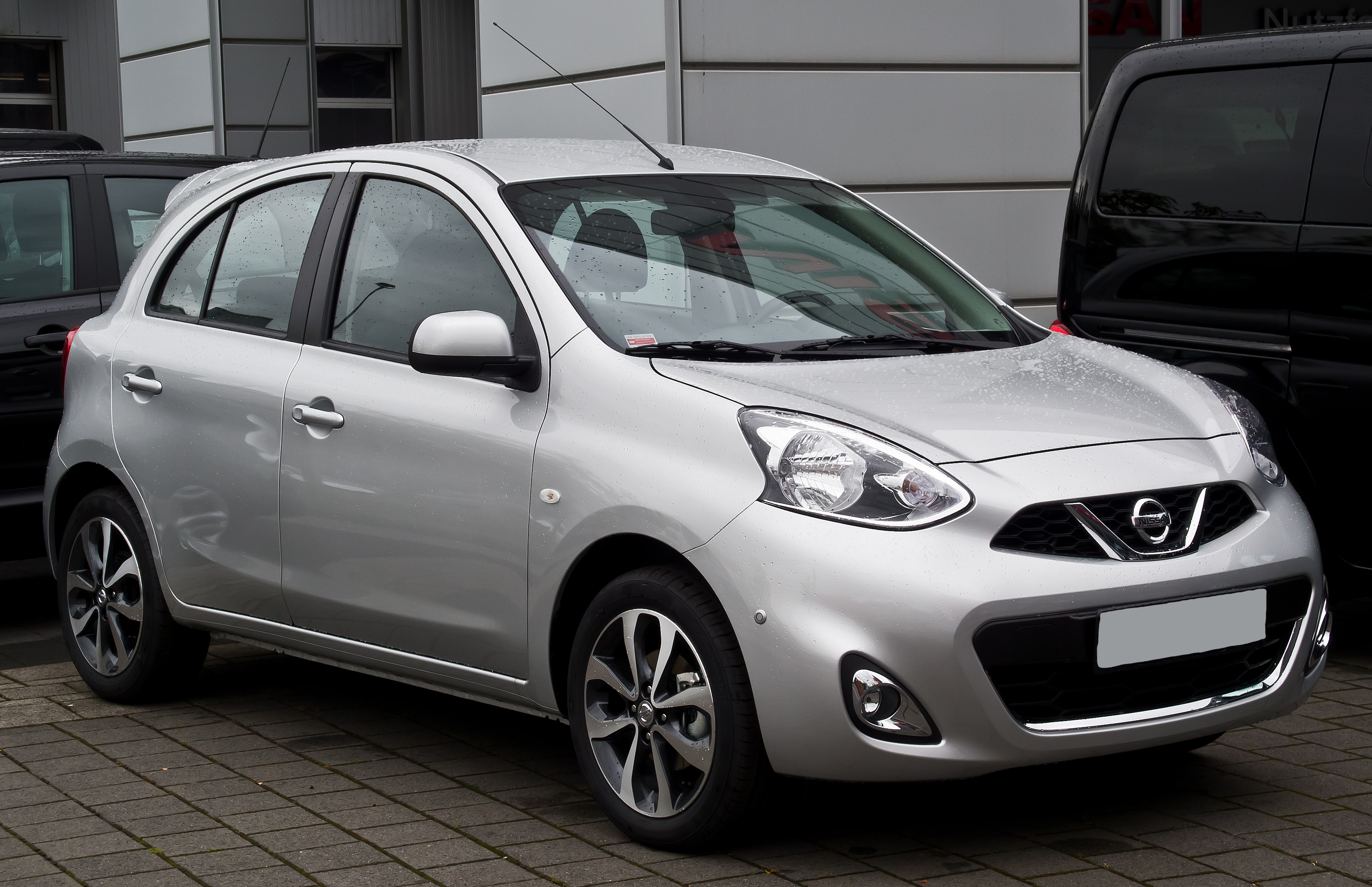
Nissan Micra restyling 2014

### Restyling 2014
Nel 2014 la Nissan sottopone la Micra a un restyling: le modifiche interessano gli esterni con l'aggiunta dei fari a LED e gli interni arricchiti da una plancia più curata ed elegante rispetto a quella del modello originario; l'aggiunta di ulteriori aggiornamenti tecnologici relativi al sistema Nissan Connect completano il programma di rinnovamento della citycar giapponese.
Questa versione della Micra non ha mai previsto in Europa motorizzazioni Diesel, per gli alti costi che avrebbe comportato l'aggiornamento di tali motori alle normative Euro 6.

### Motorizzazioni
| Nissan Micra quarta serie |               |         |                  |               |                     |                      |                      |                     |                      |
| Modello                   | Disponibilità | Motore  | Cilindrata (cm³) | Potenza       | Coppia Massima (Nm) | Emissioni CO2 (g/km) | 0–100 km/h (secondi) | Velocità max (km/h) | Consumo medio (km/l) |
| 1.2                       | dal 2010      | benzina | 1198             | 59 kW (80 CV) | 110                 | 115                  | 13,7                 | 170                 | 20,0                 |
| 1.2 DIG-S                 | dal 2011      | benzina | 1198             | 72 kW (98 CV) | 142                 | 99                   | 11,3                 | 180                 | 23,3                 |

## Quinta serie (K14/E, 2017-2023)

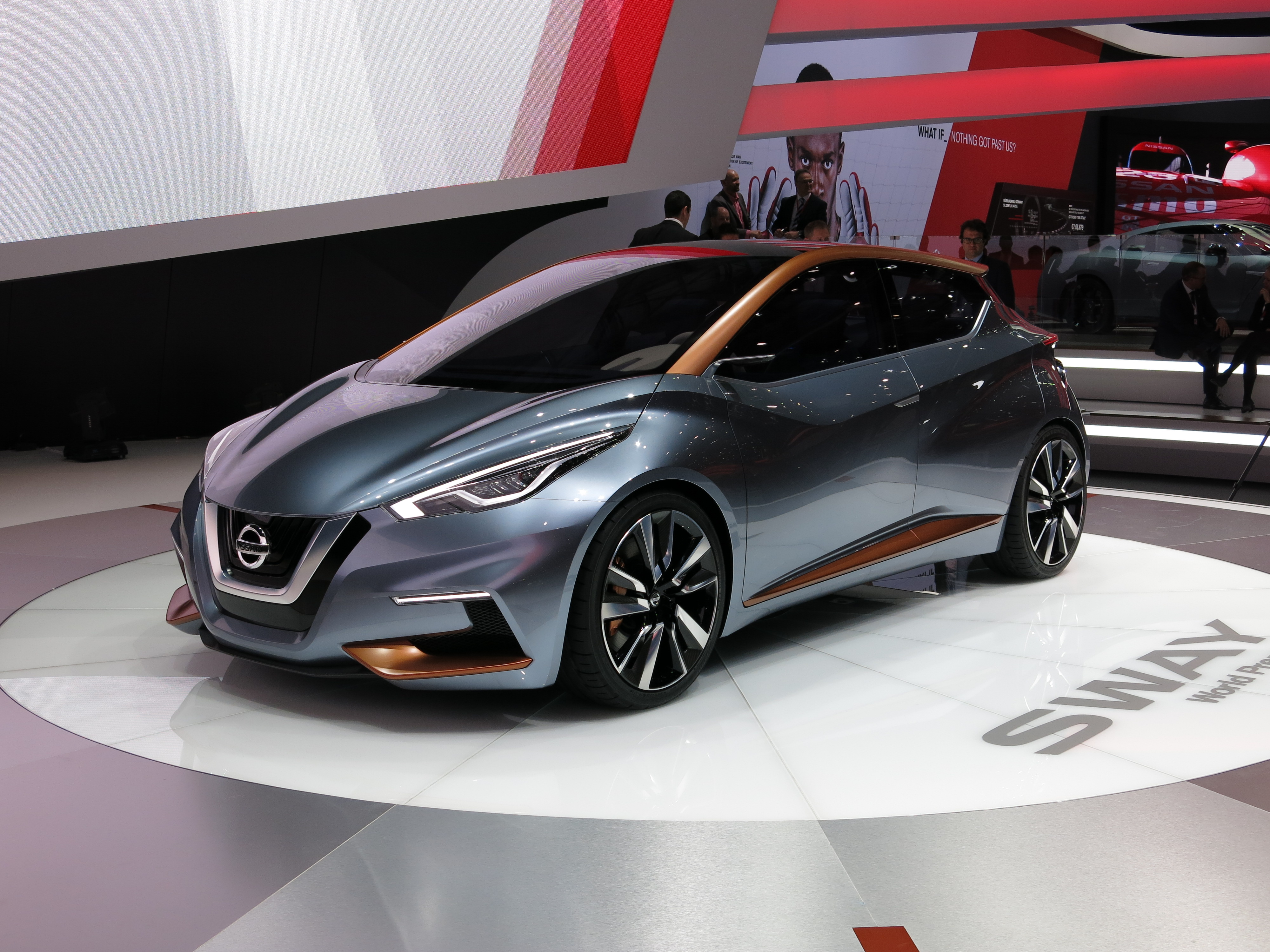
La Nissan Sway

La quinta generazione della Micra (sigla K14) è stata presentata nell'autunno 2016 al salone di Parigi, ma la vettura è stata anticipata al salone di Ginevra 2015 dal concept car Nissan Sway.
L'utilitaria nipponica viene rivoluzionata con un nuovo design interno ed esterno e condivide la stessa piattaforma denominata Nissan V-platform della Nissan Note, ma notevolmente aggiornata. La vettura viene assemblata a Flins, in Francia vicino a Parigi dove viene già costruita la Renault Clio, vettura con cui la nuova Micra condivide i motori, sempre di origine Renault: si ha il ritorno di una versione a gasolio, equipaggiata da un motore 1.5 litri turbodiesel a quattro cilindri che produce 90 cavalli, affiancata da due versioni a benzina, una con motore 0.9 litri a tre cilindri turbo che produce 90 cavalli con sua funzione overboost che la porta a 95 CV ed una con motore 1.0 aspirato da 70 cavalli.
La Micra può essere personalizzata con molte combinazioni di colori e adesivi sulla carrozzeria. Il nuovo modello, che è disponibili solo a cinque porte, ha dimensioni incrementate rispetto a prima con 22 cm di lunghezza e 7,7 cm di larghezza in più. Le vendite in Europa sono iniziate nel marzo 2017, mentre la produzione è partita a gennaio dello stesso anno.
Alla fine di maggio 2017 la vettura è stata sottoposta ai crash test dell'Euro NCAP, ottenendo 4 stelle con la dotazione di serie e 5 stelle con il pacchetto opzionale sicurezza.
Nel 2021 viene presentata la versione GPL con motore 3 cilindri benzina turbo IG-T 92 da 1.0 litri. L'impianto GPL è dotato di un'iniezione di tipo sequenziale fasata in fase gassosa che dosa con precisione la quantità di GPL da iniettare in base alla specifica necessità di marcia, per ottimizzare l'efficienza del motore e ridurre le emissioni. La produzione è terminata in Francia nel luglio 2023.